# Aan het einde van de wereld
Aan het einde van de wereld is een roman uit 2009 van de Amerikaanse schrijver Douglas Kennedy. De originele Engelse titel is Leaving the World; de Nederlandse vertaling door Erica van Rijsewijk is van 2010. 
De schrijver heeft zich ingeleefd in het verhaal van Jane Howard, die de grillige willekeur die het lot aan haar leven gaf in de ik-vorm vertelt.
De scheiding van haar ouders, het overlijden van haar geliefde, een financiële rampspoed uitgelokt door haar nieuwe vriend en vader van haar kind, dit alles brengt Jane Howard op de rand van een inzinking.  Tot ook haar driejarige dochter verongelukt.  Jane wil "van de wereld", maar ook dat mislukt en ze moet erdoorheen.  